# Thánh đường Atotonilco
Thánh đường Atotonilco (tiếng Tây Ban Nha: Santuario de Jesús Nazareno de Atotonilco [atotoˈnilko]) là một quần thể nhà thờ và một phần của Di sản thế giới, được công nhận cùng với thành phố bảo vệ San Miguel de Allende gần đó, thuộc tiểu bang Guanajuato, Mexico. Nó được xây dựng vào thế kỷ 18 bởi cha Luis Felipe Neri de Alfaro theo kiến trúc truyền thống. Đặc điểm chính của khu phức hợp này là bức tranh tường Baroque Mexico phong phú tô điểm cho nhà thờ và nhà nguyện chính. Đây là các tác phẩm chủ yếu của Antonio Martínez de Pocasangre trong khoảng thời gian ba mươi năm. Tác phẩm tranh tường đã dẫn đến khu phức hợp được mệnh danh là "Nhà nguyện Sistine của Mexico." Khu phức hợp này vẫn là nơi thờ phụng và sám hối cho đến ngày nay, thu hút tới 5.000 du khách mỗi tuần.